# Skjut på pianisten!
Skjut på pianisten (originaltitel: Tirez sur le pianiste) är en fransk film från 1960 av François Truffaut.

## Rollista (urval)
- Charles Aznavour – Charlie Kohler / Edouard Saroyan
- Marie Dubois – Léna
- Nicole Berger – Thérèse Saroyan
- Michèle Mercier – Clarisse
- Serge Davri – Plyne
- Claude Mansard – Momo
- Richard Kanayan – Fido Saroyan
- Albert Rémy – Chico Saroyan
- Jean-Jacques Aslanian – Richard Saroyan
- Daniel Boulanger – Ernest
- Claude Heymann – Lars Schmeel
- Alex Joffé – Förbigående
- Boby Lapointe – Sångaren
- Catherine Lutz – Mammy